# Клопиха (деревня)
Кло́пиха — деревня в городском округе Семёновский. Входит в состав Пафнутовского сельсовета.

## Описание
Расположена в 5 км от административного центра сельсовета — Пафнутово и 54 км от областного центра — Нижнего Новгорода.
| 2002 | 2010 |
| ---- | ---- |
| 18   | ↘11  |

## География
Деревня расположена на левом берегу реки Линды.